# Centrumkanaal
Het Centrumkanaal (Frans: Canal du Centre) is een Belgisch kanaal dat het Kanaal Charleroi-Brussel bij Seneffe, verbindt met het Kanaal Nimy-Blaton-Péronnes te Nimy, bij "Le Grand Large". Het heeft een totale lengte van 20,9 km. Het grootste deel van het kanaal ligt in het Centrum, de streek in Henegouwen waarnaar het is vernoemd.

## Reden en aanleg kanaal
Het Centrumkanaal is gegraven in de tweede helft van de 19e eeuw. De steenkoolmijnen van Henegouwen floreerden maar er was een sterke behoefte om de rivieren Samber en Schelde met elkaar te verbinden. Met het kanaal werd het transport van steenkool aanmerkelijk vereenvoudigd en goedkoper en werd het afzetgebied van de Henegouwse steenkool vergroot.
De aanleg was niet zonder moeilijkheden. Over een afstand van zes kilometer tussen Houdeng-Goegnies en Thieu moest een hoogteverschil van 66 meter worden overbrugd. Met de stand van de techniek van die tijd waren 17 schutsluizen noodzakelijk oftewel om de 400 meter een sluis. Dit had twee belangrijke nadelen, het schutten van schepen kost veel tijd en met iedere sluisgang gaat veel water verloren. Als dit onvoldoende wordt aangevuld dan daalt het waterniveau in het hoogste pand van het traject waardoor de scheepvaart wordt belemmerd.
Bij Anderton in Engeland was een hydraulische scheepslift gebouwd in het Trent and Mersey Canal. De Britse ingenieur Edwin Clark had deze lift ontworpen om een groot hoogteverschil te overbruggen met een minimaal waterverbruik. De Belgische ingenieurs namen dit ontwerp over. Er werden vier hydraulische scheepsliften gebouwd, een die een hoogteverschil overbrugd van 15,40 m, geopend in 1888, en drie van 16,93 m geopend in 1917. Elke lift bestaat uit twee bakken die ondergronds met elkaar verbonden zijn. De bakken werken simultaan waarbij de dalende bak de stijgende bak omhoog duwt. De ene bak is het tegengewicht van de andere bak waardoor er relatief weinig energie toegevoegd hoeft te worden om de verplaatsing te realiseren.
Met de opening van de vaarweg en liften sloot het Centrumkanaal aan op het -ondertussen gedempte- Kanaal Bergen-Condé die de Borinage verbond met de Schelde. De liften zijn geschikt zijn voor schepen tot 350 ton (type spits). Deze schepen werden te klein en gingen uit de vaart. Eind jaren zeventig besloot men over te gaan tot de bouw van een nieuw kanaalpand en een nieuwe scheepslift geschikt voor schepen tot 1350 ton. De werken aan deze lift, die de vier oude en een sluis zou vervangen, begonnen in 1982 en zouden, vooral omwille van budgetproblemen, meer dan 20 jaar aanslepen. De Scheepslift van Strépy-Thieu werd uiteindelijk in september 2002 opgeleverd en sedertdien is het goederenverkeer (in volume) op het kanaal vertienvoudigd.
De vier oude hydraulische scheepsliften behoren sinds 1998 tot het werelderfgoed van de UNESCO, en blijven ook na de opening van de nieuwe lift in gebruik, voornamelijk ten behoeve van de pleziervaart. De oudste lift (Lift nr.1 te Houdeng-Goegnies) werd op 17 januari 2002 bij het versassen van een binnenschip zwaar beschadigd en werd uiteindelijk pas officieel heropend voor de scheepvaart op 24 mei 2011.

## Sluizen en scheepsliften
Tussen Seneffe en Nimy dient een hoogteverschil van 88,15 meter overwonnen te worden. Hiervoor zijn er op het nieuwe tracé een scheepslift, op het oude tracé, 4 scheepsliften en 1 sluis, en op het gemeenschappelijke gedeelte 2 sluizen.

### Oud tracé
- Houdeng-Goegnies : scheepslift nr.1 met 2 bakken van 40,80 m x 5,20 m - verval van 15,40 m
- Houdeng-Aimeries : scheepslift nr.2 met 2 bakken van 40,80 m x 5,20 m - verval van 16,93 m
- Bracquegnies : scheepslift nr.3 met 2 bakken van 40,80 m x 5,20 m - verval van 16,93 m
- Thieu : scheepslift nr.4 met 2 bakken van 40,80 m x 5,20 m - verval van 16,93 m
- Thieu : sluis van 40,80 m x 5,20 m - verval van 4,20 m

### Nieuw tracé
- Scheepslift van Strépy-Thieu: 2 bakken van 112 m x 12 m - verval van 73,15 m

### Gemeenschappelijk tracé
- Havré : sluis van 124,00 m x 12,50 m - verval van 10,00 m
- Obourg : sluis van 124,00 m x 12,00 m - verval van 5,00 m

## Verkeer
Na jaren van terugloop kent het kanaal sedert de opening van de nieuwe lift een stevige heropleving van het scheepvaartverkeer (cijfers ter hoogte van de doorvaart van de scheepsliften).
| Jaar                   | volume (×1000 ton) | aantal schepen |
| Het historische kanaal |                    |                |
| 1987                   | 498                | 2853           |
| 1990                   | 335                | 2103           |
| 2000                   | 282                | 1531           |
| Het nieuwe kanaal      |                    |                |
| 2004                   | 1513               | 4041           |
| 2005                   | 1871               | 4941           |
| 2006                   | 2295               | 5743           |
| 2007                   | 2302               | 5559           |
| 2008                   | 2183               | 5147           |
| 2009                   | 1874               | 6960           |
| 2010                   | 2394               | 7706           |
| 2011                   | 2400               | 5760           |
| 2012                   | 2570               | 5630           |
| 2013                   | 2720               | 6100           |
| 2014                   | 2532               | 6100           |
| 2015                   | 2321               | 5400           |
| 2016                   | 2193               | 4821           |
| 2017                   | 2435               | 5016           |
| 2018                   | 2577               | 5364           |
| 2019                   | 2364               | 5199           |

- Bibliothèque nationale de France: cb124830684 (data)
- Virtual International Authority File: 1144648120626369014